# Gia Farrell
Gia Farrell (9 de febrero de 1989, Suffern, Nueva York) cuyo nombre original es Jeannie Bocchicchio, es una cantante estadounidense.

## Biografía
Gia Farrell creció en Suffern, Nueva York, en una familia de ascendencia italiana. A temprana edad comenzó a cantar. Su familia apoyó su pasión y ella empezó a tomar lecciones con 8 años. Continuó la formación de su voz a lo largo de su adolescencia.
En esta época, su agente la presentó a varias firmas musicales para obtener un contrato discográfico. En 2005, firmó con Atlantic Records. Lanzó su primer sencillo Hit Me Up en noviembre de 2006. También ha realizado de las doncellas Grove en la película de 2006 Step Up.
Dice que se inspira en artistas como Whitney Houston, Mariah Carey y Christina Aguilera.
- Datos: Q434206